# Bassaricyon medius
Bassaricyon medius é uma espécie de mamífero da família Procyonidae. Ocorre no Panamá e na Colômbia e Equador, a oeste da Cordilheira dos Andes.